# Лемъю (приток Ёлвы)
Лемъю (устар. Лемью) — река в России, протекает по территории Княжпогостского района Коми. Устье реки находится в 8 км по правому берегу реки Ёлвы. Длина реки — 27 км. Река протекает в малонаселённой местности вдали от населённых пунктов. Принимает несколько безымянных притоков.

## Данные водного реестра
По данным государственного водного реестра России относится к Двинско-Печорскому бассейновому округу, водохозяйственный участок реки — Вычегда от города Сыктывкар и до устья, речной подбассейн реки — Вычегда. Речной бассейн реки — Северная Двина.
Код объекта в государственном водном реестре — 03020200212103000021906.